# Одиар, Мишель
Пьер Мишель Одиар (фр. Pierre Michel Audiard; 15 мая 1920, Париж — 27 июля 1985, Дурдан) — французский сценарист, писатель, кинорежиссёр.

## Семья
Отец сценариста и кинорежиссёра Жака Одиара (род. 1952).

## Признание
Именем Мишеля Одиара в 1994 году названа площадь в XIV округе Парижа, где он родился.
В 1992 году певец Мишель Сарду выпустил песню «Le Cinéma D’Audiard», посвящённую выдающемуся сценаристу.

## Избранная фильмография

### Сценарист и автор диалогов
- 1949 — Миссия в Танжере / Mission à Tanger
- 1950 — Отнеситесь с недоверием к блондинкам / Méfiez-vous des blondes
- 1951 — История любви / Une histoire d’amour
- 1951 — Гару-гару, проходящий сквозь стены / Le Passe-muraille
- 1951 — Дорогая Каролина / Caroline chérie
- 1951 — Моя жена великолепна / Ma femme est formidable
- 1952 — Восхитительные создания / Adorables Créatures
- 1952 — Она и я / Elle et moi
- 1952 — Длинные зубы / Les Dents longues
- 1953 — Три мушкетёра / Les Trois Mousquetaires
- 1953 — Враг общества № 1 / L’ennemi public numéro un
- 1954 — Набережная блондинок / Quai des blondes
- 1954 — Судьбы / Destinées
- 1954 — Апрельская рыбка / Poisson d’avril
- 1955 — Чёрная серия / Série noire
- 1955 — Бензоколонка / Gas-oil
- 1956 — Кровь в голову / Le Sang à la tête
- 1956 — Короткий ум / Courte Tête
- 1957 — До последнего / Jusqu’au dernier
- 1957 — Включен красный цвет / Le rouge est mis
- 1957 — Три дня жизни / Trois Jours à vivre
- 1957 — Ответный удар / Retour de manivelle
- 1957 — Мегрэ расставляет силки / Maigret tend un piege
- 1958 — Отверженные / Les Misérables
- 1958 — Сильные мира сего / Les Grandes Familles
- 1959 — Зверь выпущен / Le fauve est lâché
- 1959 — Архимед-бродяга / Archimède le clochard
- 1959 — Почему вы так поздно возвращаетесь домой? / Pourquoi viens-tu si tard ?
- 1959 — Мегрэ и дело Сен-Фиакр / Maigret et l’affaire Saint-Fiacre
- 1959 — Улица Монмартр, 125 / 125, rue Montmartre
- 1959 — Улица Прэри / Rue des prairies
- 1959 — Бабетта идёт на войну / Babette s’en va-t-en guerre
- 1959 — Глаза любви / Les Yeux de l’amour
- 1959 — Зверь в засаде / La Bête à l’affût
- 1960 — Барон де Л’Эклюз / Le Baron de l'écluse
- 1960 — Француженка и любовь / La Française et l’Amour
- 1960 — Старая гвардия / Les Vieux de la vieille
- 1960 — Такси в Тобрук / Un taxi pour Tobrouk
- 1961 — Президент / Le Président
- 1961 — Львы на свободе / Les lions sont lâchés
- 1961 — Знаменитые любовные истории / Les Amours célèbres
- 1961 — Король фальшивомонетчиков / Le Cave se rebiffe
- 1962 — Лодка Эмиля / Le Bateau d'Émile
- 1962 — Обезьяна зимой / Un singe en hiver
- 1962 — Дьявол и десять заповедей / Le Diable Et Les Dix Commandements
- 1962 — Джентльмен из Эпсома / Le Gentleman d’Epsom
- 1962 — Путешествие в Биарриц / Le Voyage à Biarritz
- 1963 — Мелодия из подвала / Mélodie en sous-sol
- 1963 — Цепная реакция / Carambolages
- 1963 — Дядюшки-гангстеры / Les Tontons flingueurs
- 1963 — Игра в ящик / Des pissenlits par la racine
- 1964 — Сто тысяч долларов на солнце / Cent mille dollars au soleil
- 1964 — Барбузы – секретные агенты / Les Barbouzes
- 1964 — Мышь среди мужчин / Un drôle de caïd
- 1964 — Прекрасным летним утром / Par un beau matin d'été
- 1964 — Охота на мужчину / La Chasse à l’homme
- 1965 — Превращение мокриц / La Métamorphose des cloportes
- 1965 — Когда пролетают фазаны / Quand passent les faisans
- 1965 — Кутилы / Les Bons vivants
- 1965 — Сыграть в ящик / L’Arme à gauche
- 1966 — Не будем ссориться / Ne nous fâchons pas
- 1966 — Нежный проходимец / Tendre voyou
- 1966 — Плохое время для мух / Sale temps pour les mouches
- 1967 — Идиот в Париже / Un idiot à Paris
- 1967 — Большая саранча / La grande sauterelle
- 1968 — Цветок щавеля / Fleur d’oseille
- 1968 — Маленькая благодетель / La Petite Vertu
- 1968 — Паша / La Pasha
- 1969 — Под знаком быка / Sous le signe du taureau
- 1974 — О’кей патрон / OK patron
- 1975 — Неисправимый / L’Incorrigible
- 1976 — Суперплут / Le Grand Escogriffe
- 1976 — Труп моего врага / le Corps de mon ennemi
- 1978 — Нежный полицейский / Tendre Poulet
- 1977 — Смерть негодяя / Mort d’un pourri
- 1977 — Чудовище / l’Animal
- 1979 — Кавалер / Le Cavaleur
- 1979 — Кто есть кто / Flic ou voyou
- 1980 — Игра в четыре руки / le Guignolo
- 1980 — Украли бедро Юпитера / On a volé la cuisse de Jupiter
- 1980 — Орёл или решка / Pile ou face
- 1980 — Подвох / L’Entourloupe
- 1981 — Профессионал / le Professionnel
- 1981 — Под предварительным следствием / Garde à vue
- 1981 — Разумно ли это? / Est-ce bien raisonnable ?
- 1982 — Шпион, встань / Espion, lève-toi
- 1982 — Смертельная облава / Mortelle randonnee
- 1983 — Человек за гранью (Вне закона) / le Marginal
- 1983 — Облава / Canicule
- 1984 — Авантюристы / les Morfalous
- 1985 — Умирают только дважды / On ne meurt que deux fois
- 1985 — Клетка для чудиков 3 / La Cage aux folles 3